# MSN-bot
Een MSN-bot (of chatbot voor Windows Live Messenger, voorheen bekend als MSN Messenger) was een computerprogramma dat automatisch reageerde op binnenkomende chatberichten. Chatbots voor Live Messenger waren ontstaan naar het voorbeeld van IRC-bots. De chatbots voor Live Messenger hadden verschillende doeleinden. Zo was de ene chatbot een informatiebron waarmee de gebruiker ook gezellig kan chatten, terwijl de ander er echter alleen was om de gebruiker te helpen bij het retourneren van producten.

## Bekende Chatbots voor Live Messenger

### Nederlandse chatbots
- Studio bot voor Radio 538 (studio@radio538.nl)
  - Gebruikers konden geselecteerd worden voor een live-chat met de diskjockey. Ook konden zij zien welke dj presenteerde.
- Bzz (bzz@chatmetbzz.nl)
  - Bzz was de eerste chatbot ter wereld die vragen kon beantwoorden over alcohol, drugs en veilig vrijen.
- 1 tegen 100, Nationale Postcode Loterij (winnen@goededoelenloterijen.nl)
  - Speelde het spel Eén tegen 100 via Live Messenger.
- Billie (billie@bol.com)
  - Hielp gebruikers producten van bol.com te retourneren. Functioneert tegenwoordig alleen nog via het web.
- Chatman (blabla@chatman.tv)
  - Deel van een reclamecampagne voor de mobiele provider Hi, tegenwoordig deel van KPN Mobile.
- MrMovie.nl (buddy@mrmovie.nl)
  - Gaf informatie over films die in de zaal draaiden, nieuwe films en had een uitgebreide database over allerlei films. Functioneerde ook via het web.
- Finnu (msn@telefoongids.nl)
  - Bot van De Telefoongids die het mogelijk maakte om telefoonnummers, (internet)adressen etc. van personen en bedrijven in Nederland te vinden.
- Obi (obi.nl@truvo.be) - Franstalige versie (obi.fr@truvo.be)
  - Functionele bot van Truvo (Gouden Gids/Witte Gids) die het mogelijk maakte om telefoonnummers, (internet)adressen etc. van personen en bedrijven in België te vinden.
- Spelspiek (info@spelspiek.nl)
  - Deze bot hielp de gebruiker met zijn of haar spelling.
- Omrop Fryslân (msn@omropfryslan.nl)
  - Verschafte nieuws uit de provincie Friesland.

### Enkele internationale chatbots
- Bing Master (messengerlivequiz@live.co.uk)
  - Bing Master was de eerste online quiz chatbot. Spelers konden het spel 'quizzo' spelen via Live Messenger.
- Talk to Frank (talktofrankbot@hotmail.co.uk)
  - Gaf gebruikers voorlichting over drugsgebruik.
- Bot2k3 (woofer@bot2k3.net)
  - Een bot die bestanden van de gebruiker kon zippen.
- Bens MSN Bot
  - Deze bot werd veel gebruikt door webmasters. Deze bot kon MSN-statussen weergeven op een website.
- MSN Quickbot
  - Deze bot kon Europese talen vertalen en kon o.a. het weerbericht van andere landen weergeven.
- Mr. Ctrl (ask@mrctrl.com)
  - Deze bot gaf jongeren informatie over hoe ze virussen en hackers konden tegengaan.